# WTOP
WTOP (Washington's News Station) ist eine Nachrichten-Radiostation aus Washington, D.C., USA. Übertragen werden nonstop (Finanz-)Nachrichten, Verkehrsmeldungen, Wetterberichte, Sport, insbesondere Baseball von den Baltimore Orioles.
Gesendet wird auf UKW 103.5 MHz. Bis Anfang der 2000er Jahre gab es WTOP-AM auf Mittelwelle als Simulcast.
Schwesterstation ist WFED.

## Programm
Die Nachrichtensendungen von Mike Moss und Richard Day werden jeden Vormittag ausgestrahlt. CBS Radio News werden zur vollen Stunde übertragen. Kommentare kommen u. a. von Tim Russert, Wolf Blitzer, Bob Schiefer, Sam Donaldson, Cokie Roberts, Bob Levy und Cal Thomas. Daneben gibt es einmal wöchentlich Sendungen wie „Ask the Governor“, „Ask the Mayor“ und „Ask the Chief“ mit den Gouverneuren von Virginia, Maryland und Washington, D.C. sowie dem Chef der Washingtoner Polizei. Des Weiteren hat Washington-Post-Kolumnist Colbert King eine eigene Show.